# Malaysias kung

Kungliga standaret.

Malaysias kung, formellt Yang di-Pertuan Agong (jawi: يڠ دڤرتوان اݢوڠ) är Malaysias statschef, ett ämbete som instiftades 1957 då Malajiska federationen (nuvarande Malaysia) blev ett självständigt land. 
Att vara Yang di-Pertuan Agong är att inneha en ställning som konstitutionell monark och Malaysia är således en valmonarki.
Det officiella residenset för ämbetet är Istana Negara (Nationalpalatset) i Jalan Duta, Kuala Lumpur.

## Källhänvisningar
1. ↑   Malaysia i Nationalencyklopedins nätupplaga. Läst 13 februari 2015.